# Ogmodera nigrociliata
Ogmodera nigrociliata là một loài bọ cánh cứng trong họ Cerambycidae.